# Caitlin Cahow
Caitlin Kinder Cahow (New Haven, 20 de maig de 1985) és una jugadora d'hoquei sobre gel estatunidenca. Va estudiar a la Foote School, on es va graduar el 2000 i després va assistir a la Hotchkiss School, on es va graduar el 2003 després de jugar a futbol, hoquei sobre herba, hoquei sobre gel i lacrosse. Cahow és un membre de l'equip femení d'hoquei sobre gel dels Estats Units dones i també juga per les Boston Blades a la lliga canadenca d'hoquei femenina. Es va graduar per la Universitat Harvard el 2008 amb una llicenciatura en antropologia social i biològica i per la Boston College Law School el 2013.
Cahow va néixer a New Haven (Connecticut) i va créixer a Branford (Connecticut). El seu nom fa referència a la patinadora patinatge artístic Caitlin Carruthers, que va guanyar una medalla de plata per la prova de patinatge en parella amb el seu germà, Peter Carruthers, en els Jocs Olímpics de 1984. La mare de Cahow, Barbara Kinder, era professora de cirurgia a la Universitat Yale. Un dels herois de Cahow era la jugadora d'hoquei sobre gel Manon Rhéaume. Les dues van poder jugar juntes per les Minnesota Whitecaps.
El pare de Cahow, Elton, era un cirurgià i va morir de càncer quan ella tenia només onze anys. Cahow es va graduar per la Universitat Harvard el 2008 amb un títol en antropologia. Cahow també va estudiar francès a Harvard i el va utilitzar per a una entrevista amb mitjans francocanadencs. Com a estudiant de Harvard, Cahow va conèixer la jugadora de tenis Nicole Pratt. Cahow i Pratt van desenvolupar un entrenament d'hoquei i tennis en terra seca, que va ajudar a Pratt a reaparèixer en el torneig de tennis de Roland Garros.
Cahow té dos germans, Garrett i Christian. Cahow, que és obertament lesbiana, va ser escollida pel president estatunidenc Barack Obama com a part de la delegació per als Jocs Olímpics d'Hivern de 2014 de Sotxi.